# 英格蘭山
英格蘭山（英語：Mount England），是南極洲的山峰，位於維多利亞地的斯科特海岸，屬於岡維爾與凱斯山脈的一部分，處於紐冰川以南，海拔高度1,205米，由英國探險隊命名，現時由南極條約體系管理。

## 外部連結
. . United States Geological Survey.   [2012-03-02].
77°3′S 162°27′E / 77.050°S 162.450°E